# Route nationale 583 (Belgique)
 (avril 2020).
Si vous disposez d'ouvrages ou d'articles de référence ou si vous connaissez des sites web de qualité traitant du thème abordé ici, merci de compléter l'article en donnant les références utiles à sa vérifiabilité et en les liant à la section « Notes et références ».
Pour les articles homonymes, voir Route nationale 583 (homonymie).
La route nationale 583 est une route nationale de Belgique de 12,9 kilomètres qui relie Chapelle-lez-Herlaimont à Marchienne-au-Pont, elle prolonge la 583a à Chapelle-lez-Herlaimont

## Description du tracé

### Communes sur le parcours
- Région wallonne
  -  Province de Hainaut
    - Chapelle-lez-Herlaimont
    - Bascoup
    - Trazegnies
    - Souvret
    - Monceau-sur-Sambre
    - Marchienne-au-Pont

Pour les articles homonymes, voir Route nationale 583a.
La route nationale 583a est une route nationale de Belgique de 3,3 kilomètres qui relie Fayt-lez-Manage à Chapelle-lez-Herlaimont

## Description du tracé

### Communes sur le parcours
- Région wallonne
  -  Province de Hainaut
    - Châtelet